# Yucatán-halvøen
Yucatán er en halvø i Mellemamerika, der adskiller det Caribiske Hav fra den Mexicanske Golf. Halvøens nordlige del tilhører de mexicanske stater Campeche, Quintana Roo og Yucatán. Den sydlige del tilhører landene Belize og Guatemala. Halvøens befolkning er primært mayaindianere.